# Hrabstwo Washington (Alabama)

Piramida wieku hrabstwa

Hrabstwo Washington (ang. Washington County) – hrabstwo w USA, położone w stanie Alabama. Według spisu powszechnego z roku 2000 liczba mieszkańców hrabstwa wynosiła 18 097. Jego siedzibą jest miasto Chatom.

## Geografia
Według United States Census Bureau, hrabstwo Washington ma powierzchnię 2819 km², z czego 2799 km² to ląd, a 20 km² to woda. Woda stanowi 0,72% powierzchni hrabstwa.

### Miejscowości
- Chatom
- Millry
- McIntosh

### CDP
- Calvert
- Cullomburg
- Deer Park
- Fairford
- Fruitdale
- Hobson
- Leroy
- Malcolm
- St. Stephens
- Sims Chapel
- Tibbie
- Vinegar Bend